# Antoni F. Siwicki
Antoni F. Siwicki, poljski general, * 1900, † 1977, Moskva.